# Comuna Sînevîr, Boureni
Sînevîr (în ucraineană Синевир) este o comună în raionul Boureni, regiunea Transcarpatia, Ucraina, formată din satele Sînevîr (reședința) și Zaverhnea Kîcera.

## Demografie
Componența lingvistică a comunei Sînevîr
     Ucraineană (99,9%)
     Alte limbi (0,08%)
Conform recensământului din 2001, majoritatea populației comunei Sînevîr era vorbitoare de ucraineană (99,9%), existând în minoritate și vorbitori de alte limbi.